# Deutschordenskommende Archshofen

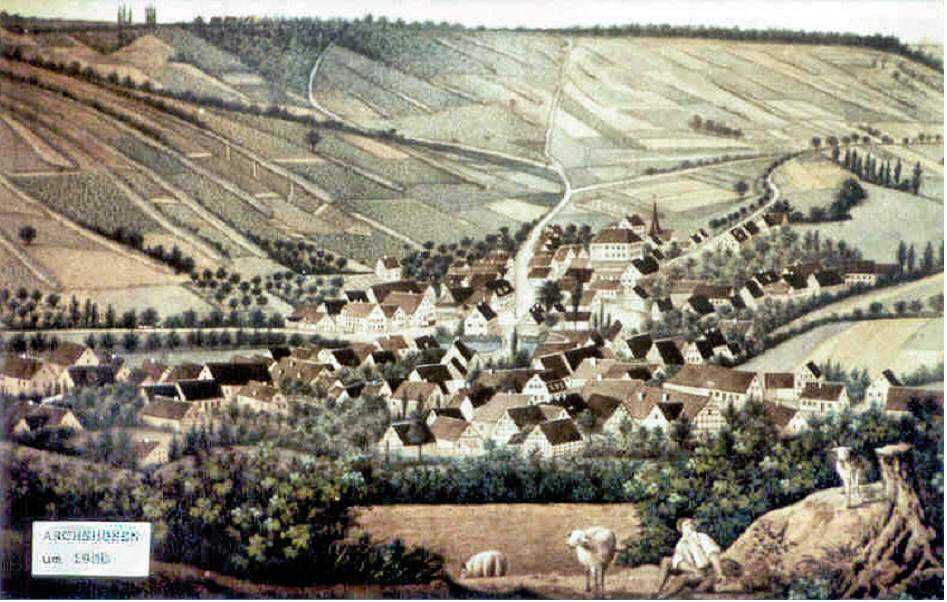
Historische Ansicht des Dorfes Archshofen

Die Deutschordenskommende Archshofen war eine Kommende des Deutschen Ordens in Archshofen, einem Stadtteil von Creglingen im Main-Tauber-Kreis in Baden-Württemberg.

## Geschichte
Die Kommende wurde im Jahre 1267 gegründet, als die Burg und das Dorf Archshofen als ein Geschenk von Ritter Friedrich von Archshofen und seiner Frau Hedwig an den Deutschen Orden in Mergentheim fielen. In der Folge war die wirtschaftlich schwache Kommende Archshofen nur zeitweilig unabhängig von Mergentheim. Im Jahre 1370 vertauschte Mergentheim die Kommende Archshofen gegen Weinzehnte an die Kommende Ellingen. 1460 wurde der Komplex verkauft.